# Idroscivolante

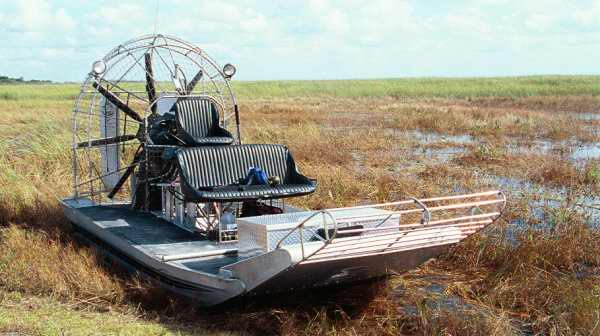
Un idroscivolante

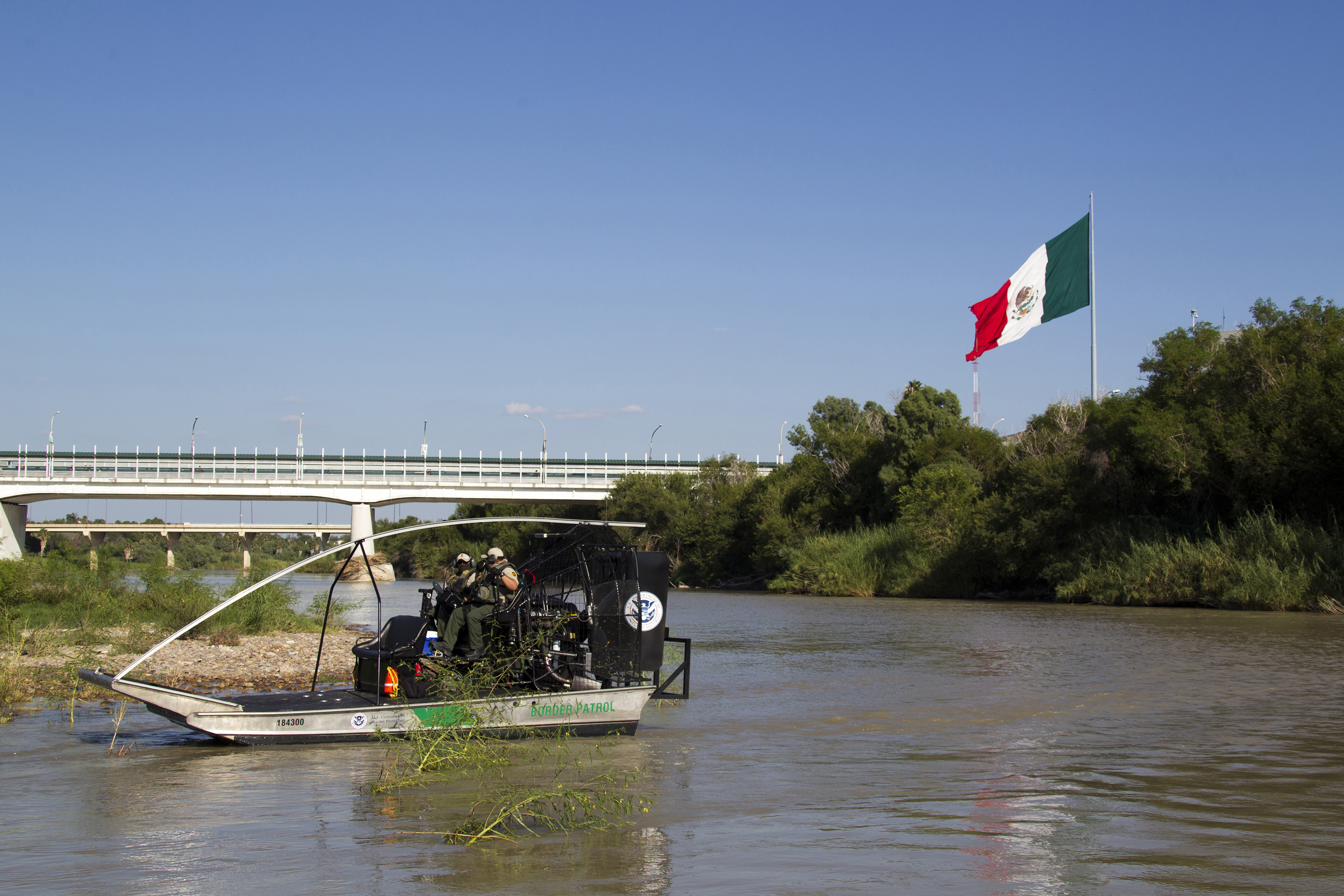
Unità fluviale della
Dogana e Polizia di Frontiera degli Stati Uniti (CBP) in pattuglia sul Rio Grande, ai confini con il Messico.

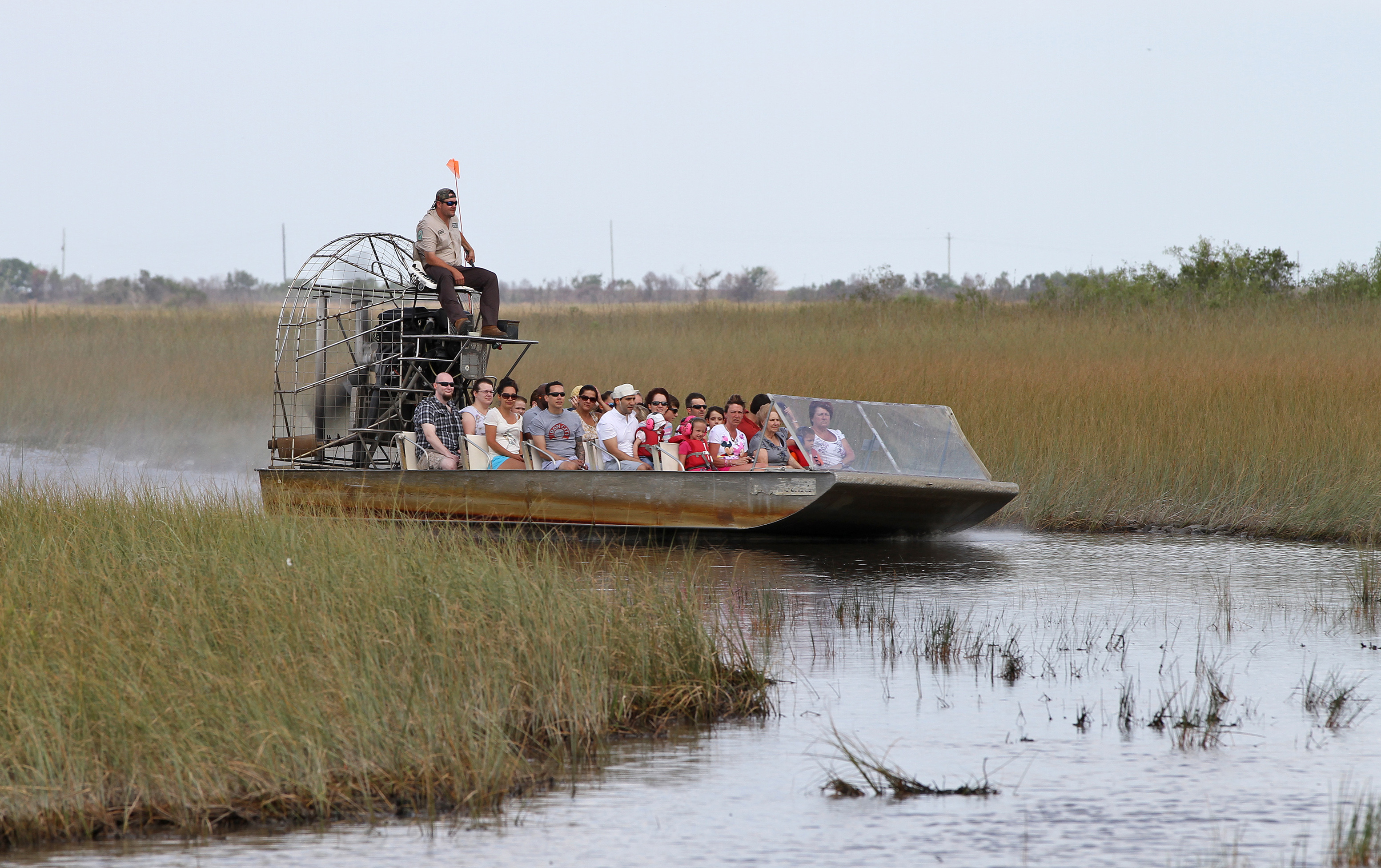
Un idroscivolante utilizzato per l'ecoturismo nelle Everglades

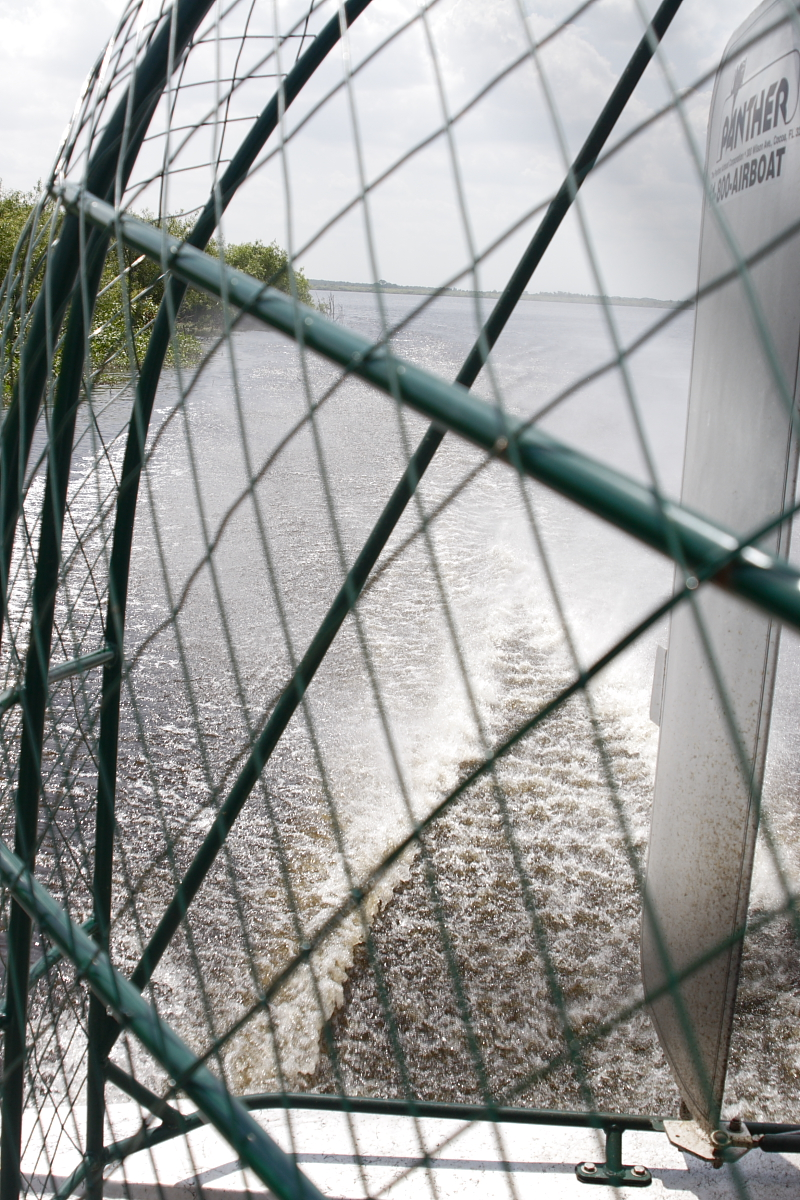
Elica ingabbiata e timone aereo

L'idroscivolante è un particolare tipo di imbarcazione o natante caratterizzata dallo scafo leggero in alluminio, carena piatta, mossa da un motore a scoppio con elica (normalmente ingabbiata per motivi di sicurezza) e timoni aerei posizionati a poppa ma al di fuori dell'acqua.
Capace di raggiungere velocità molto elevate grazie alla sua forma idroplana, è l'imbarcazione tipica utilizzata dai diportisti per muoversi sulle calme acque delle Everglades, in Florida, nel bayou del Mississippi, in Louisiana e in generale nelle zone paludose o comunque per scivolare sulla superficie di fiumi o laghi.